# 碾玉觀音 (話本)
碾玉觀音是宋代話本之一，原載於《京本通俗小說》，後於明朝馮夢龍著作《警世通言》第八卷《崔待诏生死冤家》載之。故事中主要陳述是二位男女主角之間的感情遭遇，女主角璩秀秀原本是畫匠的女兒，後來被賣身給咸安郡王府中當婢女，卻愛上男主角崔寧在府中做碾玉工雕，趁著王府失火之際，二人於是開始私奔，逃到潭州開家碾玉店謀生，二人過著夫妻恩愛的生活有段時日，直到有日被郭立撞見，回府稟告王爺，於是王爺大怒，命人捉拿二人回府，璩秀秀被府人處死，崔寧則被發配到建康（今南京），不過璩秀秀死後鬼魂也隨著崔寧去建康，以為二人有可以繼續過著夫妻恩愛的生活，未料，又被王府知曉，於是璩秀秀身為鬼魂不滿二人之間的感情因此被拆散，就先向郭立展開報復，之後攜崔寧逃往陰間，一同化為鬼魂，當個終身的鬼夫妻。
碾玉觀音則是咸安郡王為答謝當朝皇帝所做的回禮，命府中工匠崔寧去雕塑出來的一尊羊脂白玉南海觀音像。有日，王爺得到皇帝的賀禮，為了回禮，就命人在庫房中找件寶物，於是搜出一塊璞玉，王爺正煩惱這塊形狀上尖下圓的璞玉能做什麼，就想到府中有位碾玉工匠崔寧，便命人去召來商討，崔寧認為做一尊觀音像如何？王爺便同意他的提議，當崔寧完成之後，王爺拿著這尊觀音像送給皇帝，皇帝見狀大喜，王爺回府後，允諾將最近送入府中做婢女璩秀秀準備許配給他為妻子，以做為答謝回禮，直到有日在府中碰見璩秀秀，這才開始展開戀情。